# Amoha
Az amoha egy buddhista fogalom, melynek jelentése "nem-tévelygés"  vagy "nem-tudatlanság". Azt jelenti, hogy tudni az igazat, a valóságot, ahogy van, képesnek lenni különbséget tenni látszat és valóság között. Az amoha megakadályozza a nem üdvös vagy az ártó cselekedeteket.  Ez az Abhidharma tanításokban az egyik mentális tényező. 
Az indiai jógácsára (más néven vidzsnyánaváda) iskola neves alakja Aszanga, a következőket állítja az Abhidharma-szamuccsaja című művében: 
Mi a nem-tudatlanság? A tudás alapos értése (practical), amely a megérésből, az instrukciókból, a gondolkodásból és a megértésből ered, és a szerepe az, hogy ne nyújtson alapot a gonosz cselekedetekben való részvételhez.
Herbert Guenther megfogalmazása szerint:
Az amoha a születés által vagy elsajátítás útján létrejött tévelygés ellen irányuló, egyértelműen megkülönböztető tudatosság.